# Mareeba
Mareeba – miasto w Australii, w stanie Queensland.